# Ернст-Гюнтер Унтергорст
Ернст-Гюнтер Унтергорст (нім. Ernst-Günther Unterhorst; 5 квітня 1919, Гадерслебен — ?) — німецький офіцер-підводник, капітан-лейтенант крігсмаріне.

## Біографія
9 жовтня 1937 року вступив на флот. В листопаді 1939 року відряджений в авіацію. В квітні-жовтні 1942 року пройшов курс командира човна. З листопада 1942 року — 1-й вахтовий офіцер на підводному човні U-403. В червні-липні 1943 року пройшов курс командира човна. 7-18 серпня 1943 року виконував обов'язки командира U-394. З 16 жовтня 1943 по березень 1945 року — командир U-396, на якому здійснив 4 походи (разом 91 день в морі).

## Звання
- Кандидат в офіцери (3 жовтня 1937)
- Морський кадет (28 червня 1938)
- Фенріх-цур-зее (1 квітня 1939)
- Оберфенріх-цур-зее (1 березня 1940)
- Лейтенант-цур-зее (1 травня 1940)
- Оберлейтенант-цур-зее (1 квітня 1942)
- Капітан-лейтенант (1 січня 1945)

## Нагороди
- Залізний хрест 2-го і 1-го класу
- Медаль «За зимову кампанію на Сході 1941/42»
- Нагрудний знак підводника
- Фронтова планка підводника в бронзі